# ۹۷ دقیقه
۹۷ دقیقه (به انگلیسی: 97 Minutes) یک فیلم دلهره‌آور محصول سال ۲۰۲۳ با بازی الک بالدوین، جاناتان ریس میرز و می‌آنا بورینگ به کارگردانی تیمو وورنسولا و نویسندگی پاوان گروور است.

## داستان
- یک هواپیمای ربوده شده فقط ۹۷ دقیقه فرصت دارد تا سوختش تمام شود.

- یک سناریوی تیک تاک ساعت در حالی رخ می‌دهد که هواپیمای ربوده شده ۷۶۷ با یک فاجعه قریب الوقوع روبرو می‌شود که میزان سوخت آن کاهش می‌یابد و تنها ۹۷ دقیقه تا سقوط باقی مانده است.

## انتشار
این فیلم در ۹ ژوئن ۲۰۲۳ به صورت محدود اکران شد و در سپتامبر ۲۰۲۳ در هولو در دسترس قرار گرفت.